# Philemon Dickerson

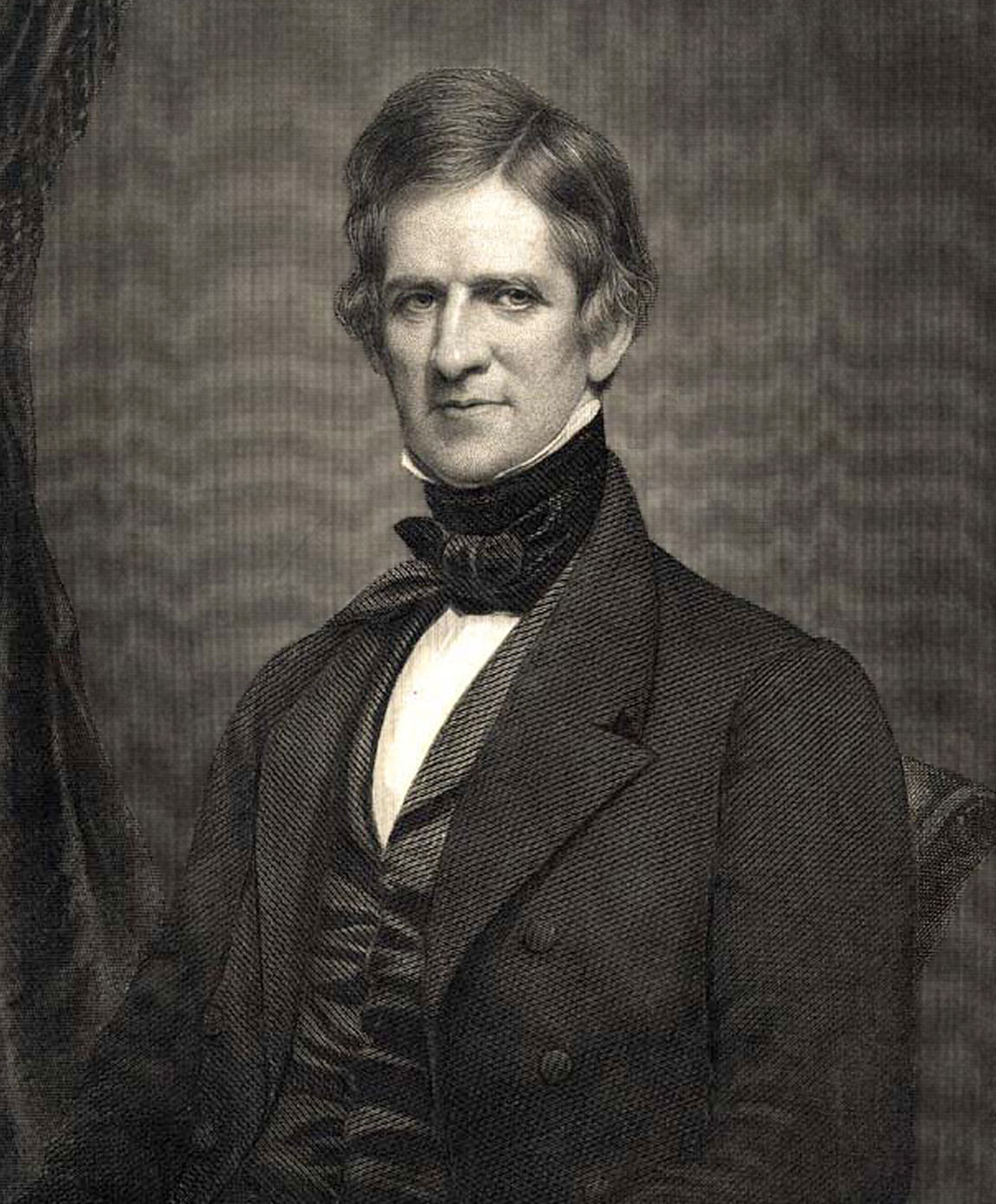
Philemon Dickerson, etwa 1840

Philemon Dickerson (* 26. Juni 1788 in Succasunna, Morris County, New Jersey; † 10. Dezember 1862 in Paterson, New Jersey) war ein US-amerikanischer Jurist und Politiker und von 1836 bis 1837 Gouverneur von New Jersey. Sowohl vor als auch nach seiner Gouverneurszeit vertrat er diesen Bundesstaat als Abgeordneter im US-Repräsentantenhaus. Außerdem war er Bundesrichter am Bundesbezirksgericht für den Distrikt von New Jersey.

## Frühe Jahre und politischer Aufstieg
Philemon Dickerson war der Bruder von Mahlon Dickerson, der von 1815 bis 1817 Gouverneur von New Jersey und von 1817 bis 1833 US-Senator für diesen Staat war. Philemon besuchte bis 1808 die University of Pennsylvania. Nach einem anschließenden Jurastudium wurde er im Jahr 1813 als Rechtsanwalt zugelassen, worauf er in Paterson zu praktizieren begann.
Zwischen 1821 und 1822 war Dickerson Abgeordneter in der New Jersey General Assembly. Er wurde Mitglied der von Präsident Andrew Jackson gegründeten Demokratischen Partei. Im Jahr 1832 wurde er als Abgeordneter in den Kongress gewählt. Dieses Mandat übte er zwischen dem 4. März 1833 und dem 3. November 1836 aus. An diesem Tag trat er zurück, weil er inzwischen zum Gouverneur seines Staates gewählt worden war.

## Gouverneur und Kongressabgeordneter
Dickerson einjährige Amtszeit war von einer Wirtschaftskrise sowie heftigen innenpolitischen Auseinandersetzungen in New Jersey überschattet. Nach dem Ende seiner Gouverneurszeit wurde er im Jahr 1838 erneut in den Kongress gewählt. Zwischen dem 4. März 1839 und dem 3. März 1841 absolvierte er dort eine Legislaturperiode. Eine angestrebte Wiederwahl scheiterte im Jahr 1840.
Zwischen 1841 und 1851 war Philemon Dickerson als Nachfolger seines Bruders Mahlon Richter am United States District Court for the District of New Jersey. Außerdem war er noch Vorsitzender des Stadtrats in Paterson. Dickerson starb im Jahr 1862. Mit seiner Frau Sidney Stotesbury hatte er zwei Kinder.